# باشگاه فوتبال کارگر آبادان
باشگاه فوتبال کارگر آبادان یک تیم فوتبال ایرانی از شهر آبادان بود.

## پیشینه
کارگر آبادان در نخستین دوره لیگ فوتبال ایران، جام منطقه‌ای ۱۳۴۹ حاضر بود. کارگر در مرحله مقدماتی با تیم‌های تاج تهران، پرسپولیس رضائیه و پاس همدان همگروه بود و با ۲ پیروزی و ۱ شکست به عنوان تیم دوم به مرحله نهایی صعود کرد. در مرحله نهایی کارگر با تیم‌های تاج تهران، تاج آبادان و آریا مشهد همگروه شد. کارگر با تساوی با ۲ تیم تاج تهران و تاج آبادان و پیروزی برابر آریا مشهد تنها به دلیل تفاضل گل کمتر نسبت به تاج آبادان در رتبه سوم قرار گرفت و از صعود به مرحله نیمه‌نهایی بازماند.